# Sinacroneuria
Sinacroneuria és un gènere d'insectes plecòpters pertanyent a la família dels pèrlids.
En els seus estadis immadurs són aquàtics i viuen a l'aigua dolça, mentre que com a adults són terrestres i voladors.
Es troba a Àsia: la Xina i Indoxina.

## Taxonomia
- Sinacroneuria bicornuata (Stark & Sivec, 2008)
- Sinacroneuria biocellata (Stark & Sivec, 2008)
- Sinacroneuria flavata (Navàs, 1933)
- Sinacroneuria longwangshana (Yang, D. & C. Yang, 1998)
- Sinacroneuria orientalis (Yang, C. & D. Yang, 1995)
- Sinacroneuria quadriplagiata (Wu, C.F., 1938)
- Sinacroneuria wui (Yang, D. & C. Yang, 1998)
- Sinacroneuria yiui (Wu, C.F., 1935)[6][7][8][9][10]